# Примулина табачная
Примулина табачная (лат. Primulina tabacum) — вид рода Примулина семейства Геснериевые (Gesneriaceae). Многолетнее наземное корневищное травянистое растение. Южно-китайский эндемик.

## Этимология названия
Слово «табачная» в названии вида объясняется тем, что растение пахнет табачным листом.

## Ботаническое описание
Многолетние наземные или эпипетрические корневищные бесстебельные травы.
Листев немного, они прикорневые, собраны в розетку, основание сердцевидное, с волнисто-крылатым черешком, овально-округлые, лопастные, опушение на адаксиальной стороне, опушение и железистые волоски на абаксиальной стороне.
Соцветия пазушные, цимозные на цветоносах, 3—9-цветковый зонтик с двумя супротивными прицветниками; цветоносы равны или короче листьев, опушённые, с двумя узко-ланцетными прицветниками. Чашелистики свободные, ланцетовидные, опушённые. Чашечка актиноморфная, пятичленная. Венчик зигоморфный, с распростёртым пятилопастным отгибом около 1,6 мм в диаметре, лилового цвета, с фиолетовой полосой по центру каждой лопасти и редким опушением в виде полос или с железистыми волосками; трубка длиной 9 мм, диаметром около 3 мм, цилиндрическая, без вздутия, длиннее, чем отгиб венчика; отгиб венчика неясно двугубый; адаксиальная губа двулопастная, абаксиальная — трёхлопастная; длина лопастей около 7—9 мм; тычинок две, по длине они равны венчику, приросшие к абаксиальной стороне трубки венчика близ середины, без опушения; тычиночные нити от 0,8 до 1,4 мм длиной; стаминодиев три, они приросшие к адаксиальной стороне трубки; пыльники сближенные, около 1,5 мм, открываются по продольным бороздкам. Пестик от 5,6 до 2,8 мм длиной, опушённый; нектарник из двух желёз, кольцевой. Завязь узкояйцевидная, столбик короткий, рыльце двузубчатое.
Плод — коробочка, короче чашечки, открывается локулицидно к основанию, двустворчатая, не перекрученная, 3,2—5,6 мм. Семена без придатков.

## Ареал и климатические условия
Южный Китай, север провинции Гуандун; растёт как геофит в речных долинах, и в затененных местах в горных лесах, на высоте 100-300 м над уровнем моря.

## Хозяйственное значение и применение
В культуре редко встречающееся растение. 

## Агротехника встречающихся в культуре видов
Условия содержания и уход подобно как у близкородственных родов Хирита, Бриггсия. Цветение с августа по октябрь.